# 狴犴
狴犴，又叫憲章、𡩜章，龍生九子之一，形像老虎有威力。

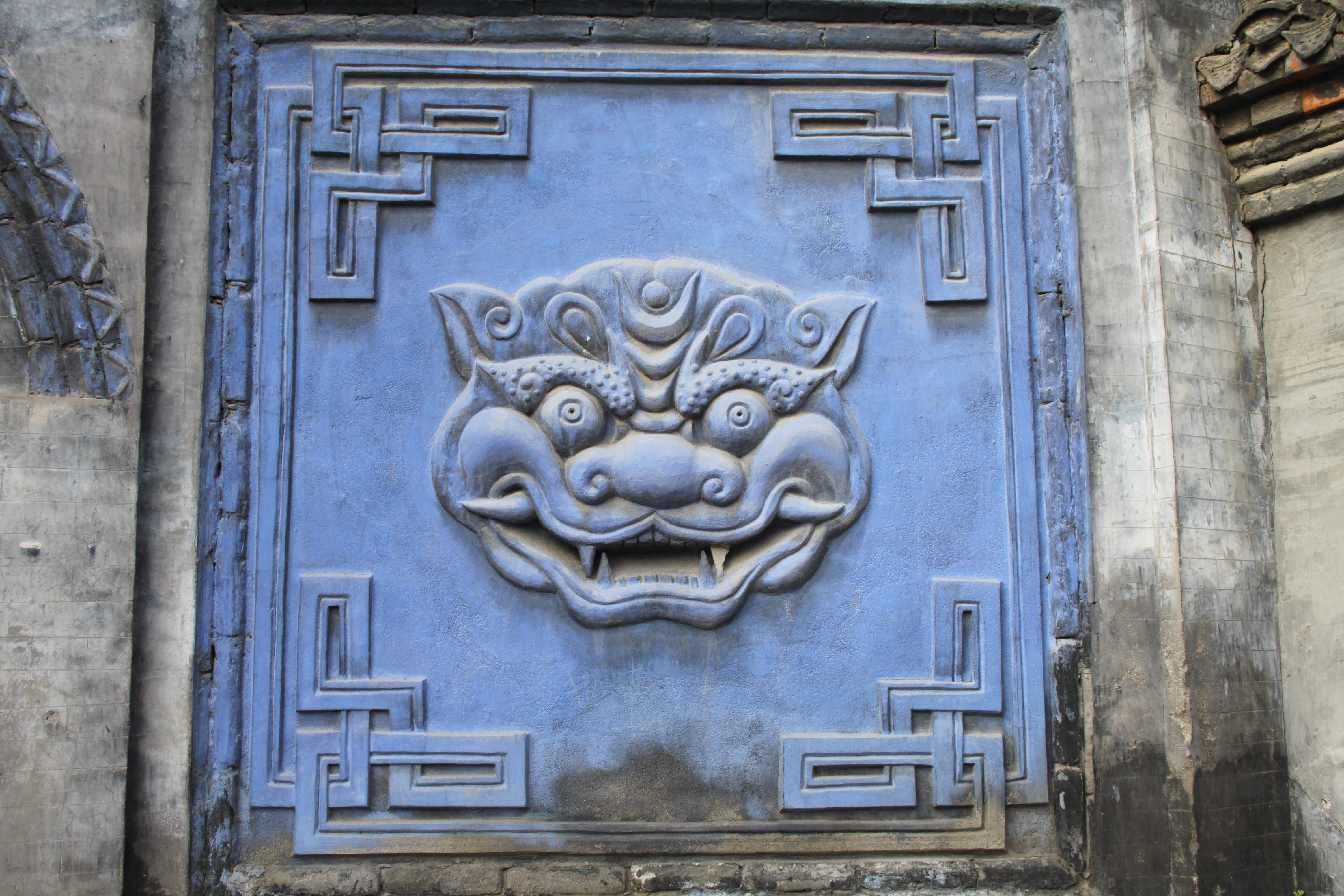
河南省内鄉縣官署衙門清代监狱门口的狴犴

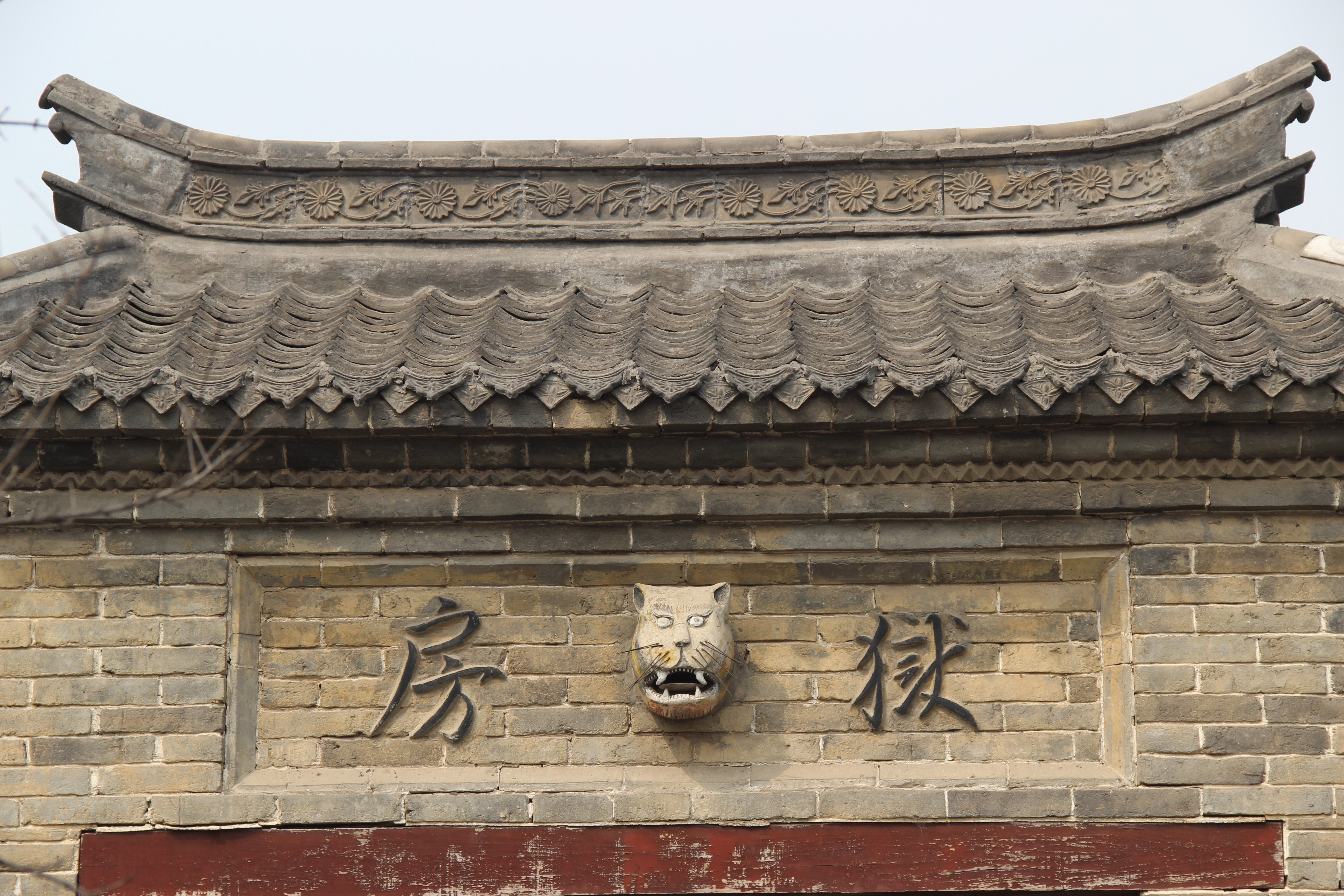
河南省叶县衙門清代监狱入口处的狴犴

傳說其重義氣、好訴訟，能明辨是非、仗義執言《潛確居類書》有：「狴犴，其形似虎，有威力，故立於獄門上。」的敘述。故獄門或官衙正堂兩側立其形象，後為牢獄的代稱。
此外，狴犴之形象常見於中國民間建築之門柄上。

## 相關
- 中國妖怪列表